# Jürg Jecklin
Jürg Jecklin (* 25. Januar 1938 in Chur; † 24. November 2021) war ein Schweizer Tonmeister, Musikregisseur und Hochschullehrer.

## Leben und Wirken

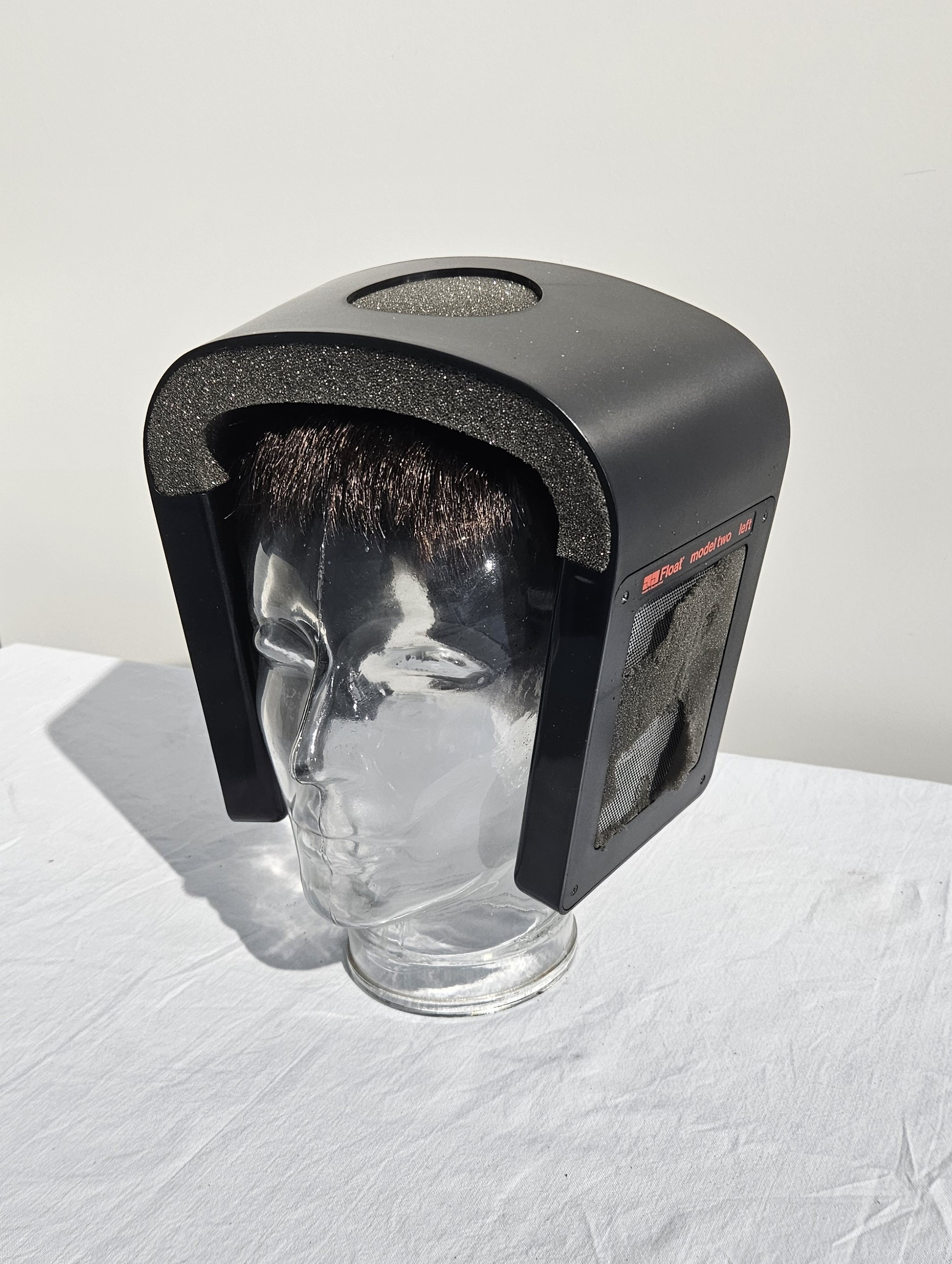
Kopfhörer Jecklin Float Elektrostat in der Sammlung der Enter Technikwelt Solothurn

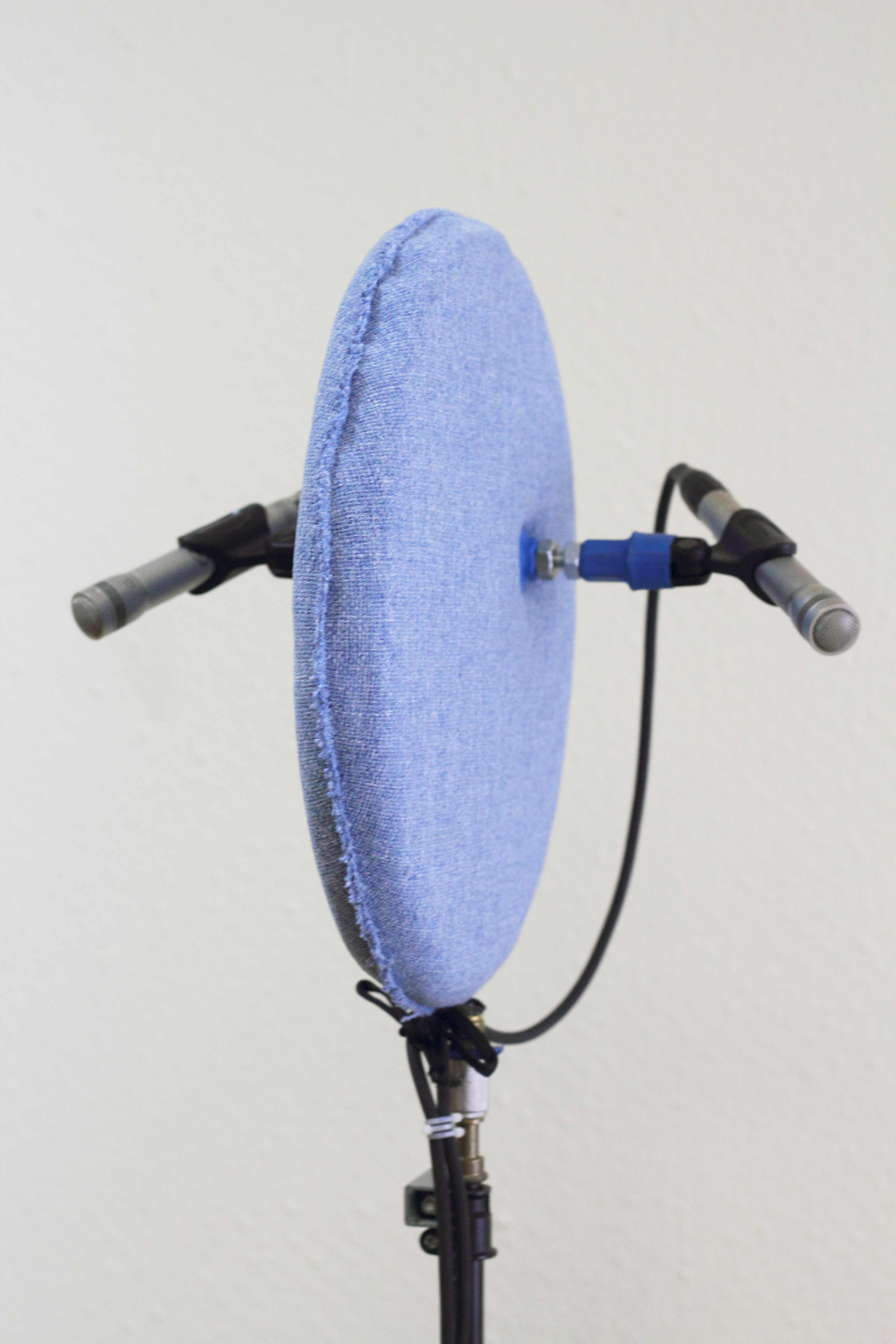
Jecklin-Scheibe mit den zwei Mikrophonen für Stereo-Aufnahmen

Jürg Jecklin arbeitete 30 Jahre als Tonmeister beim Schweizer Rundfunk. Er wurde 1998 als Quereinsteiger Hochschullehrer an der Universität für Musik und darstellenden Kunst in Wien berufen, wo er bis 2016 vor allem die Fächer Beschallung und Klangregie sowie Aufnahmeanalyse unterrichtete. Er war federführend bei dem Aufbau des Tonmeister-Studiums. Am 25. Januar 2018 wurde er in Zürich Träger der Ehrenmedaille des Verbandes Deutscher Tonmeister (VDT).

### Erfindungen
Weltweit bekannt wurde Jürg Jecklin durch die Erfindung der nach ihm benannten Jecklin-Scheibe. Diese ermöglicht auf einfache Weise eine hochwertige Tonaufnahme, ohne Auslöschungen im Frequenzspektrum zu erzeugen, die den originalen Raumklang unter Verwendung von nur zwei Mikrofonen mit Kugelcharakteristik optimal darstellt.
Er entwickelte auch den Jecklin Float, einen speziellen elektrostatischen Kopfhörer, der die Abhörsituation verbessert und damit möglich macht, Tonaufnahmen bereits im mobilen Studio oder im Aufnahmeraum sofort optimal beurteilen zu können. Eine Jecklin-Scheibe und ein Jecklin Float-Kopfhörer sind in der Enter Technikwelt Solothurn ausgestellt.

### Persönlichkeit
Jürg Jecklin galt als ein besonders «menschlicher» Tontechniker, der bei seiner Tätigkeit stets den Kontakt mit den Künstlern und später auch zu seinen Studenten suchte. Diese Haltung vermittelte er an die Studentengenerationen weiter. Nach seiner Emeritierung vermisste er die Fragen seiner Studenten, die ihm immer wieder neue Denkanstösse lieferten.

## Publikationen
- Mono, Stereo, Quadro – Die Aufnahme und Wiedergabe von Musik. Friedrich Reinhard Verlag, Basel 1986. Autoren: Dorothea Baumann, Karl Breh, Roman Flury, Arthur Godel, Jürg Jecklin. ISBN 3-7245-0592-2
- Musikaufnahmen: Grundlagen, Technik, Praxis. Franzis, München 1980.
- Lautsprecherbuch. Franckh, Stuttgart 1967.
- Raumakustik im Wandel der Zeit: zum Verhältnis von sichtbarem und hörbarem Raum. 2006.